# Somovalle
Somovalle es un lugar situado en el barrio de Ocharán del municipio español de Zalla, perteneciente a la provincia de Vizcaya, en la comunidad autónoma del País Vasco.

## Historia
Hacia mediados del siglo XIX, el lugar, ya por entonces perteneciente a Zalla, tenía contabilizada una población de veintinueve habitantes. Aparece descrito en el decimocuarto volumen del Diccionario geográfico-estadístico-histórico de España y sus posesiones de Ultramar de Pascual Madoz con las siguientes palabras:

SOMOVALLE: l. en la prov. de Vizcaya, part, jud. de Valmaseda y térm. de Zalla. pobl.: 4 vec., 29 almas.
(Madoz, 1849, p. 441)